# 教定都監
教定都監（キョジョントガム）は、崔忠献（チェ・チュンホン）が設置した武臣政権の最高政治機構。
主に崔氏政権の反対勢力を除去し、国政を総括した。官職の気強を見て、人事行政とその他の政治問題を扱った。

## 解説
1209年（熙宗5年）旧暦4月、青郊駅吏3人が崔忠献を取り除こうとする偽の公牒を作り、いくつかの節に回して僧侶たちを招集したが、帰法寺の僧侶がこれを崔忠献に告発した。崔忠献は迎恩館に教定別監を設置し、関連者を色出した。
しかし、事件が終わった後も続けておき、崔氏政権の反対勢力を除去するために用いられ、庶政監察・銓叙と諸命令など国政を総括する最高の政治機構として機能した。教定都監の最高責任者である教定別監は、武臣政権の最高執権者が兼任しながら国政を独断した。すなわち、崔忠献（チェ・チュンホン）がこの職に就任して以来、崔瑀（チェ・ウ）・崔沆（チェ・ハン）・崔竩（チェ・ウィ）など崔氏四代はもちろん、武臣政権の没落期に現れた金俊（キム・ジュン）・林衍（イム・ヨン）・林惟茂（イム・ユム）などもすべて教定別監として実権を行使した。教定都監は崔氏政権が崩れた後も存続し、1270年（元宗11年）に林惟茂が暗殺され、武臣政権が終わると廃止された。

## 関連文献
- 金井孝利（編・著）『韓国時代劇・歴史用語事典』学研パブリッシング〈韓流コンパクトシリーズ (Gakken Mook)〉、2013年9月18日。ISBN 978-4-05-606991-4。